# Castello Monforte
Castello Monforte localiza-se na cidade de Campobasso, na Itália. 

## História
O castelo foi danificado após o terremoto de 1805.